# Celebrity Summit
Le Celebrity Summit est un paquebot construit par les Chantiers de l'Atlantique à Saint-Nazaire au début des années 2000. Il est le troisième paquebot de la classe Millennium. Il a trois sister-ship : le Celebrity Millennium, le Celebrity Infinity et le Celebrity Constellation.

## Histoire
La construction du Celebrity Summit débute à la fin de l'année 2000 à Saint-Nazaire. Sa mise en cale a lieu en mars 2001. Il est lancé 7 mois plus tard, en octobre 2001. Son voyage inaugural à lieu en novembre 2001.